# Rodéric Filippi
Rodéric Filippi (La Seyne-sur-Mer, 25 febbraio 1989) è un calciatore francese, difensore del Bastelicaccia.

## Caratteristiche tecniche
È un difensore centrale.

## Carriera
Cresciuto nelle giovanili dell'Ajaccio, nel 2009 firma con i rivali cittadini del Gazélec Ajaccio. Fa il suo esordio il 7 agosto 2010, disputando da titolare il match di CFA vinto 1-0 contro il Martigues.
Nel 2016, dopo sei stagione fra le file dei corsi che hanno visto il club passare dalla quarta serie alla Ligue 1, firma per il Tours.